# Vidal Guitarte
Vidal Guitarte Izquierdo (Jorcas, 16 de enero de 1940-Castellón, 9 de marzo de 1996) fue un religioso católico, jurista y profesor universitario español, especialista en derecho eclesiástico.

## Biografía
Nacido en la localidad turolense de Jorcas, cursó la licenciatura en derecho en la Universidad de Zaragoza. También se licenció en derecho canónico en la Universidad Pontificia de Salamanca, doctorándose en la Universidad Pontificia de Santo Tomás de Aquino en Roma en 1969. Ese mismo año fue ordenado sacerdote. Trabajó como profesor en la Universidad de Salamanca y después en la de Valencia, donde alcanzó la cátedra de derecho eclesiástico del Estado en 1987 y el decanato de la Facultad de Derecho que ejerció durante cuatro años. También fue juez del Tribunal Eclesiástico de la Diócesis de Segorbe.

## Obras
Vidal Guitarte fue autor de un notable número de obras y artículos académicos y de investigación sobre derecho canónico y eclesiástico, en especial desde el punto de vista histórico. Entre los libros se encuentran Obispos auxiliares en la historia del Arzobispado de Valencia (1985), El pensamiento jurídico valenciano del siglo XIII al XIX. Aportaciones a su historia (1986), Jurisprudencia matrimonial canónica 1980-1990 (1991) o Episcopologio español (1700-1867): españoles obispos en España, América, Filipinas y otros países (1992).
En 1992 la Real Academia de la Historia lo nombró académico correspondiente.